# Port lotniczy Gbangbatok
Port lotniczy Gbangbatok (ang. Gbangbatok Airport, IATA: GBK, ICAO: GFGK) – port lotniczy zlokalizowany w Gbangbatok, w Sierra Leone. Jego operatorem jest Sierra Leonean Airports Authority.